# Ciclismo nos Jogos Pan-Americanos de 2015 - Velocidade individual masculino
A competição de velocidade individual masculino foi um dos eventos do ciclismo nos Jogos Pan-Americanos de 2015 em Toronto. Foi disputada no Velódromo Cisco Pan e Parapan-Americano de Milton, em Milton entre os dias 17 e 18 de julho.

## Calendário
Horário local (UTC-4).
| Data        | Horário | Fase                      |
| ----------- | ------- | ------------------------- |
| 17 de julho | 11:05   | Qualificação              |
| 17 de julho | 11:42   | Oitavas de final          |
| 17 de julho | 12:12   | Repescagem                |
| 17 de julho | 18:05   | Quartas de final          |
| 17 de julho | 19:19   | Disputa do 5º ao 8º lugar |
| 18 de julho | 12:11   | Semifinal                 |
| 18 de julho | 18:45   | Final                     |

## Medalhistas
| Ouro   | CAN Hugo Barrette   |
| Prata  | TRI Njisane Phillip |
| Bronze | VEN Hersony Canelón |

## Recordes
Recordes mundial e pan-americano antes da disputa dos Jogos Pan-Americanos de 2015.
| Tipo                             | Atleta          | Tempo | Local          | Data                  |
| -------------------------------- | --------------- | ----- | -------------- | --------------------- |
|                                  | François Pervis | 9.347 | Aguascalientes | 6 de dezembro de 2013 |
| Recorde dos Jogos Pan-Americanos | Njisane Phillip | 9.977 | Guadalajara    | 18 de outubro de 2011 |

## Resultados

### Qualificação
Os doze mais rápidos avançam para as oitavas de final. 
| Colocação | Ciclista                      | Nacionalidade         | Tempo  | Notas |
| --------- | ----------------------------- | --------------------- | ------ | ----- |
| 1         | Hugo Barrette                 | CAN Canadá            | 9.978  | Q     |
| 2         | Fabian Hernando Puerta Zapata | COL Colômbia          | 10.015 | Q     |
| 3         | Hersony Canelón               | VEN Venezuela         | 10.041 | Q     |
| 4         | Njisane Phillip               | TTO Trinidad e Tobago | 10.121 | Q     |
| 5         | Joseph Veloce                 | CAN Canadá            | 10.158 | Q     |
| 6         | Matthew Baranoski             | USA Estados Unidos    | 10.161 | Q     |
| 7         | Jair Tjon En Fa               | SUR Suriname          | 10.193 | Q     |
| 8         | Santiago Ramirez Morales      | COL Colômbia          | 10.209 | Q     |
| 9         | David Espinoza                | USA Estados Unidos    | 10.318 | Q     |
| 10        | Fonseca Da Silva Freitas      | BRA Brasil            | 10.346 | Q     |
| 11        | Leandro Bottasso              | ARG Argentina         | 10.373 | Q     |
| 12        | Flavio Cipriano               | BRA Brasil            | 10.398 | Q     |
| 13        | Justin Roberts                | TTO Trinidad e Tobago | 10.463 |       |
| 14        | Ángel Pulgar                  | VEN Venezuela         | 10.605 |       |

### Oitavas de final
Os vencedores de cada confronto avançam para as quartas de final, enquanto os perdedores se classificam para a repescagem. 
| Bateria | Classificação | Ciclista                      | Nacionalidade         | Tempo  | Notas |
| ------- | ------------- | ----------------------------- | --------------------- | ------ | ----- |
| 1       | 1             | Flavio Cipriano               | BRA Brasil            |        | Q     |
| 1       | 2             | Hugo Barrette                 | CAN Canadá            | REL    | R     |
| 2       | 1             | Fabian Hernando Puerta Zapata | COL Colômbia          | 10.795 | Q     |
| 2       | 2             | Leandro Bottasso              | ARG Argentina         |        | R     |
| 3       | 1             | Hersony Canelón               | VEN Venezuela         | 10.895 | Q     |
| 3       | 2             | Fonseca Da Silva Freitas      | BRA Brasil            |        | R     |
| 4       | 1             | Njisane Phillip               | TTO Trinidad e Tobago | 10.585 | Q     |
| 4       | 2             | David Espinoza                | USA Estados Unidos    |        | R     |
| 5       | 1             | Joseph Veloce                 | CAN Canadá            | 10.540 | Q     |
| 5       | 2             | Santiago Ramirez Morales      | COL Colômbia          |        | R     |
| 6       | 1             | Matthew Baranoski             | USA Estados Unidos    | 10.296 | Q     |
| 6       | 2             | Jair Tjon En Fa               | SUR Suriname          |        | R     |

### Repescagem
O vencedor de cada grupo avançou para as quartas de final. 
| Bateria | Colocação | Ciclista                 | Nacionalidade      | Tempo  | Notas |
| ------- | --------- | ------------------------ | ------------------ | ------ | ----- |
| 1       | 1         | Hugo Barrette            | CAN Canadá         | 10.747 | Q     |
| 1       | 2         | David Espinoza           | USA Estados Unidos |        |       |
| 1       | 3         | Jair Tjon En Fa          | SUR Suriname       |        |       |
| 2       | 1         | Fonseca Da Silva Freitas | BRA Brasil         | 10.675 | Q     |
| 2       | 2         | Santiago Ramirez Morales | COL Colômbia       |        |       |
| 2       | 3         | Leandro Bottasso         | ARG Argentina      |        |       |

### Quartas de final
| Bateria | Colocação | Ciclista                      | Nacionalidade         | Corrida 1 | Corrida 2 | Decisão | Notas |
| ------- | --------- | ----------------------------- | --------------------- | --------- | --------- | ------- | ----- |
| 1       | 1         | Flavio Cipriano               | BRA Brasil            | 11.151    | 11.798    |         | Q     |
| 1       | 2         | Fonseca Da Silva Freitas      | BRA Brasil            |           |           |         |       |
| 2       | 1         | Hugo Barrette                 | CAN Canadá            | 10.402    |           | 10.314  | Q     |
| 2       | 2         | Fabian Hernando Puerta Zapata | COL Colômbia          |           | 10.513    |         |       |
| 3       | 1         | Hersony Canelón               | VEN Venezuela         | 10.457    | 10.429    |         | Q     |
| 3       | 2         | Matthew Baranoski             | USA Estados Unidos    |           |           |         |       |
| 4       | 1         | Njisane Phillip               | TTO Trinidad e Tobago | 10.606    | 10.523    |         | Q     |
| 4       | 2         | Joseph Veloce                 | CAN Canadá            |           |           |         |       |

### Disputa do 5º ao 8º lugar
| Colocação | Ciclista                      | Nacionalidade      | Tempo  | Notas |
| --------- | ----------------------------- | ------------------ | ------ | ----- |
| 5         | Matthew Baranoski             | USA Estados Unidos | 10.442 |       |
| 6         | Joseph Veloce                 | CAN Canadá         |        |       |
| 7         | Fonseca Da Silva Freitas      | BRA Brasil         |        |       |
| 8         | Fabian Hernando Puerta Zapata | COL Colômbia       |        |       |

### Semifinal
| Bateria | Colocação | Ciclista        | Nacionalidade         | Corrida 1 | Corrida 2 | Decisão | Notas |
| ------- | --------- | --------------- | --------------------- | --------- | --------- | ------- | ----- |
| 1       | 1         | Njisane Phillip | TTO Trinidad e Tobago | 10.711    | 10.761    |         | Q     |
| 1       | 2         | Flavio Cipriano | BRA Brasil            |           |           |         |       |
| 2       | 1         | Hugo Barrette   | CAN Canadá            | 10.472    | 10.902    |         | Q     |
| 2       | 2         | Hersony Canelón | VEN Venezuela         |           |           |         |       |

### Final
| Colocação         | Ciclista        | Nacionalidade         | Corrida 01 | Corrida 2 | Decisão | Notas |
| ----------------- | --------------- | --------------------- | ---------- | --------- | ------- | ----- |
| Medalha de ouro   | Hugo Barrette   | CAN Canadá            | 10.409     | 10.709    |         |       |
| Medalha de prata  | Njisane Phillip | TTO Trinidad e Tobago |            |           |         |       |
| Medalha de bronze | Hersony Canelón | VEN Venezuela         | 10.922     | 10.541    |         |       |
| 4                 | Flavio Cipriano | BRA Brasil            |            |           |         |       |

Legenda
| Recorde mundial                  | Recorde mundial (World record)               |                       | Recorde africano                      | Recorde africano (African) |                                           | Q | Classificado por posição (Qualified) |
| Recorde dos Jogos Pan-Americanos | Recorde pan-americano (Pan-American record)  | Recorde da América    | Recorde da América (Americas)         | q                          | Classificado por melhor tempo (Qualified) |   |                                      |
| Melhor marca do ano              | Melhor marca do ano (World leading)          | Recorde asiático      | Recorde asiático (Asian)              | DNS                        | Não largou (Did not start)                |   |                                      |
| Recorde nacional                 | Recorde nacional (National record)           | Recorde europeu       | Recorde europeu (European)            | DNF                        | Não terminou (Did not finish)             |   |                                      |
| Recorde pessoal                  | Recorde pessoal do atleta (Personal best)    | Recorde da Oceania    | Recorde da Oceania (Oceania)          | DSQ / DQ                   | Desclassificado (Disqualified)            |   |                                      |
| Recorde da temporada             | Recorde da temporada do atleta (Season best) | Recorde sul-americano | Recorde sul-americano (South America) | NM                         | Sem marca (No mark)                       |   |                                      |